# Magnetosfeer

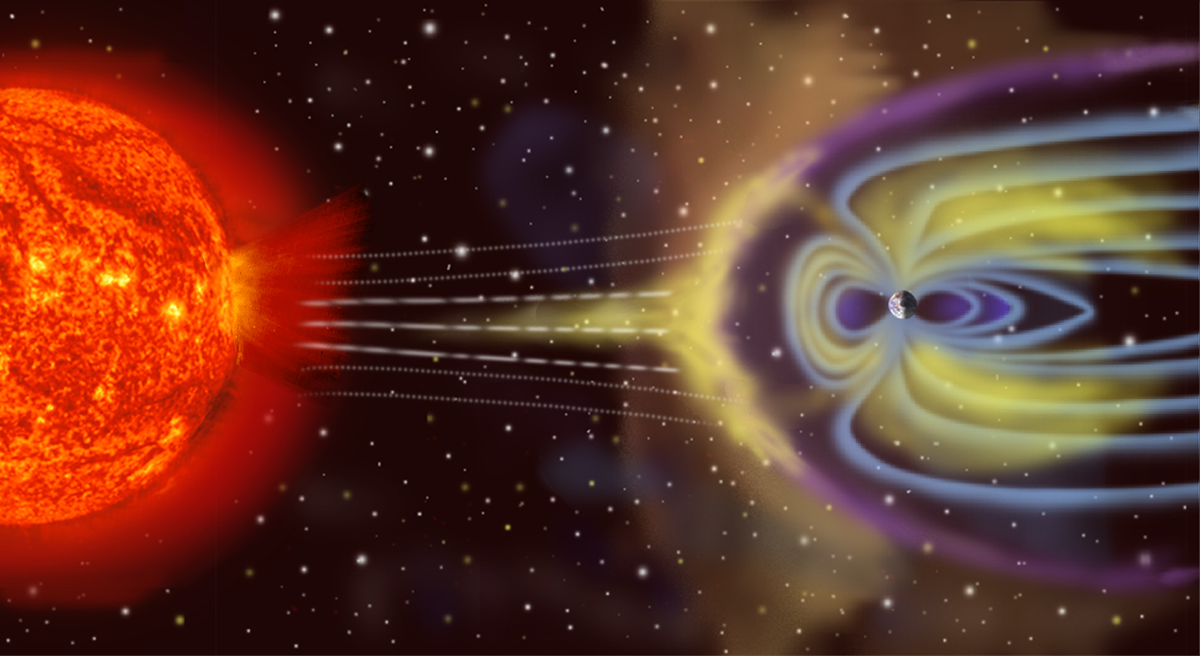

Een magnetosfeer is het gebied rond een hemellichaam binnen de invloedssfeer van het magnetisch veld veroorzaakt door het hemellichaam zelf. De Aarde is, net als de planeten Mercurius, Jupiter, Saturnus, Uranus en Neptunus, omgeven door een magnetosfeer. 
Het leven op Aarde wordt door het aardmagnetisch veld beschermd tegen de straling van de Zon en tegen kosmische straling. Boven de polen werkt het magnetisch veld niet. Daardoor lopen passagiers van een vliegreis over een pool meer straling op.